# Шарл Лонге
Шарл Лонге (фр. Charles Longuet; 1839 — 1903), био је француски новинар и истакнута личност француског радничког покрета, укључујући Париску комуну из 1871. године, као и прудонистички члан Генералног савјета Прве Интернационалне (1866–67, 1871–72).  Био је дописни секретар за Белгију (1866),  делегат у Лозани  (1867), Бриселу (1868), Лондонским конференција 1871 и 1872. Био је и уредник публикације Journal Officiel.
Лонге је учествовао у Париској комуни 1871. и, након њеног пораза, преселио се у Енглеску као избjеглица гдје је упознао Карла Маркса. Лонге се оженио Марксовом најстаријом ћерком, Џени, 2. октобра 1872. у Лондону (на грађанској церемонији). Заједно су имали шесторо деце, од којих су прво петоро били дјечаци, а посљедње ћерка.  Два сина умрла су у дјетињству. Од осталих, Жан, новинар и Едгар, љекар, обоје су постали истакнути социјалистички активисти у Француској.
Лонге се вратио у Француску, након политичке амнестије коју је француска влада одобрила у јулу 1880. Овдје је преузео позицију уредника листа La Justice, радикалних дневних новина чији је оснивач Жорж Клемансо. Жена и дjеца су му се придружили у фебруару 1881. године, а породица се настанила у граду Аржантеј, близу Париза.  Овдjе је Џени умрла јануара 1883, вjероватно од рака мокраћне бешике. Два месjеца касније њен отац, Карл Маркс, је умро; Лонге је био један од говорника на његовој сахрани.
Шарл Лонге је умро у Паризу 5. августа 1903. у 64. години. Сахрањен је на гробљу Пер Лашез.